# چند دسن
چند دِسَن کتابی است از هوشنگ ایرانی که در اردی‌بهشت ۱۳۳۱ در تهران منتشر شد. این کتاب حاوی طراحی‌های هوشنگ ایرانی است.

## سبک و ویژگی
هوشنگ ایرانی علاوه بر شعر، یکی از پیشروهای نقاشی مدرن در ایران نیز به شمار می‌رود. او از مرموزترین هنرمندان هنر مدرن در ایران است؛ نقاشی که از او کمتر تابلو دیده شده. او کارهای خود را نقاشی نمی‌دانست و با لفظِ دِسَن بر طرح‌بودن‌شان تأکید داشت. دِسَن‌های او تحت تأثیر سبک سوررئالیسم کشیده شده است. همهٔ دِسَن‌های ایرانی در قطع کوچک کشیده شده‌اند و تابلوهای او کمتر از یک صفحهٔ یک دفترند.
چند فیگوری که در طرح‌هایش کشیده، بدن‌هایی شبیه بدن انسانی بی‌استخوان است و گویی مانند اکسپرسیونیست‌های قرن بیستم متأثر است از نقص‌های جسمانی، بیماری‌ها و ابراز وحشت. او در دِسَن‌هایش، نوعی ایهام بصری به وجود می‌آورد و حتی نظیر کارهای رنه ماگریت، دست به حیله‌های فضایی می‌زد (نگاه کنید به بدن انسانی بی‌استخوان و مایع‌شده روی یک بلور کریستال). در عین حال، طرح‌های در هوا، بدون چارچوب و قاب، باعث شده تا وجه مادی کار دیده نشود.
یکی از دِسَن‌های وی نزدیکی‌هایی به تابلوی «گرنیکا» اثر پیکاسو دارد. در اثر او مانند پیکاسو خشم مردم، ترس از جنگ و پرچمی بر فراز دیده می‌شود. پیکاسو هم وقتی می‌خواست گرنیکا را بکشد به جنگ داخلی اسپانیا اندیشیده بود. این دِسَن را هم ایرانی در اسپانیا کشیده است. دِسَنی دیگر نماد آزادی آمریکا را سیاه آورده و در درون آن آدمی در شکل نشستن یوگایی به صورت سفید نشانده است. او در این تابلو آزادی را نه در مجسمهٔ آزادی، که در حالت یوگا می‌بیند. علی‌رغم خشن بودن خط‌های زمینهٔ دِسَن‌ها، یک نوع لبه‌های نرم و عرفانی هم وجود دارد.
ساده‌ترین دِسَن او طرحی است که پرنده‌ای به هیئت انسان از فراز یک باغ و درختان در حال گذر است؛ نزدیکی‌های فاحشی با تابلوی «چهار ساعت از تابستان» اثر ایو تانگی در این کار دیده می‌شود. بعدتر سهراب سپهری و منوچهر شیبانی از حالت کشیدن قلم‌مو برای ساخت درخت از این تکنیک ایرانی استفاده می‌کنند.

## نگارخانه
از مجموعه طرح‌های کتاب «چند دِسَن»، تهران: [بی‌نا]، اردی‌بهشت ۱۳۳۱

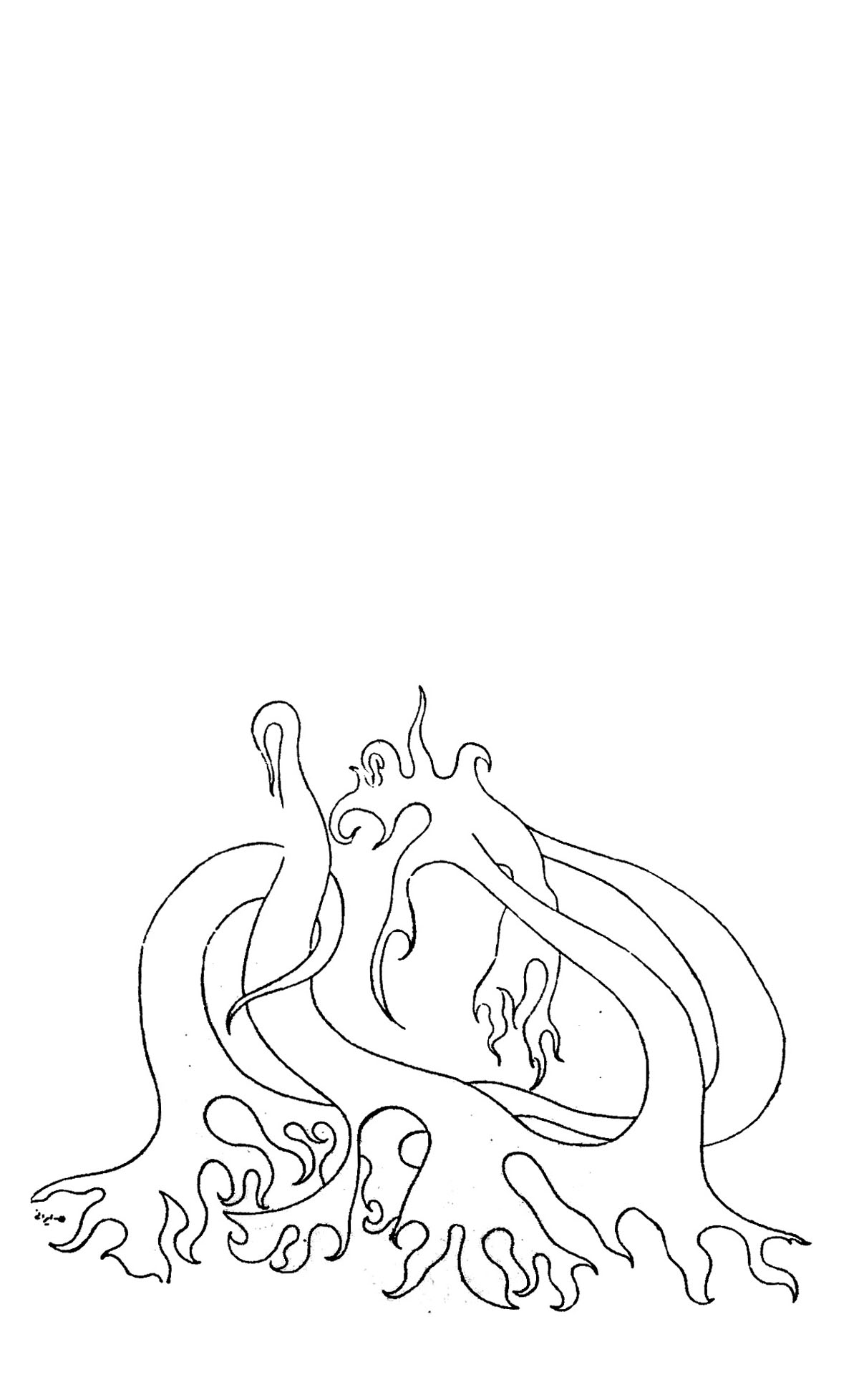
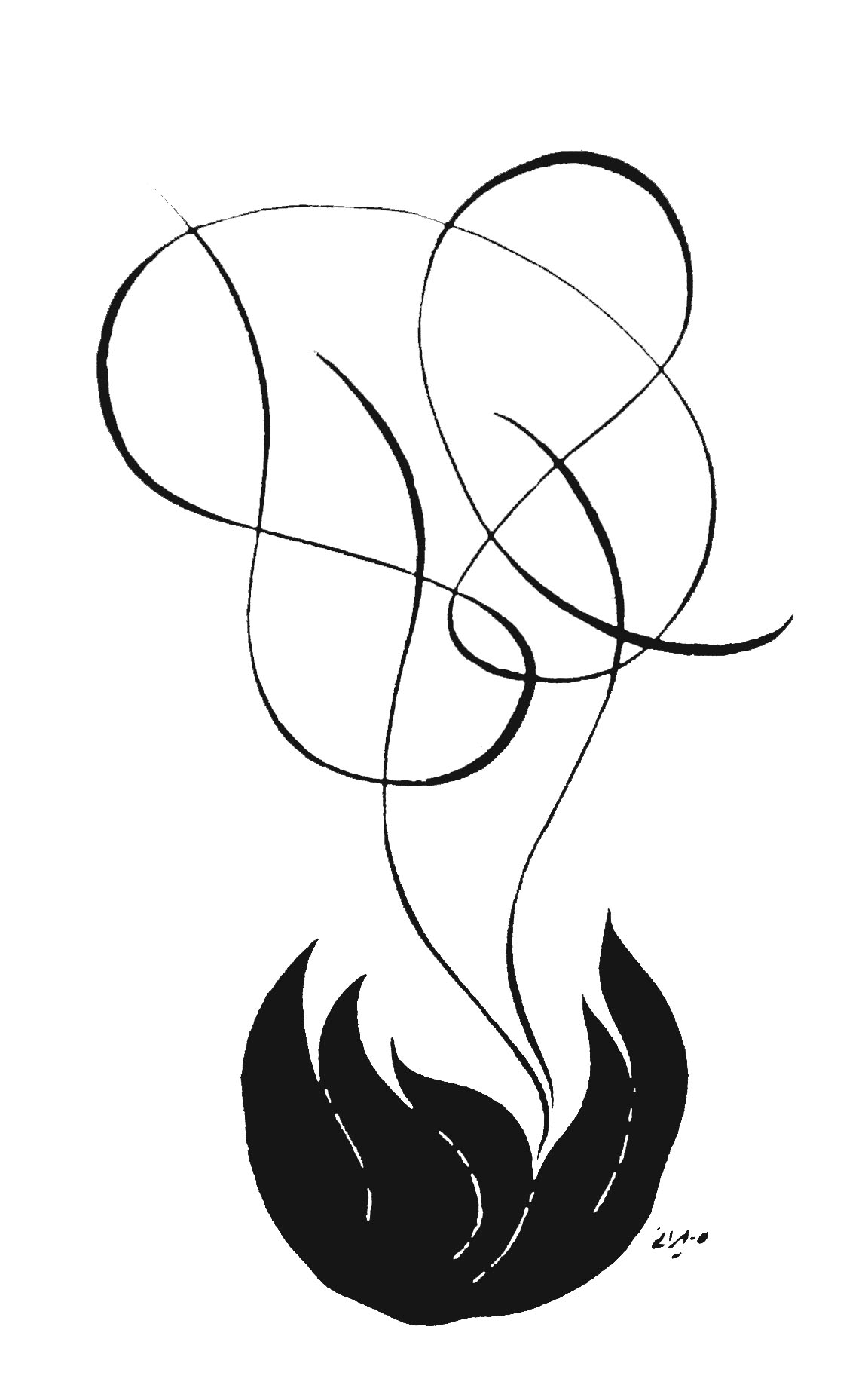
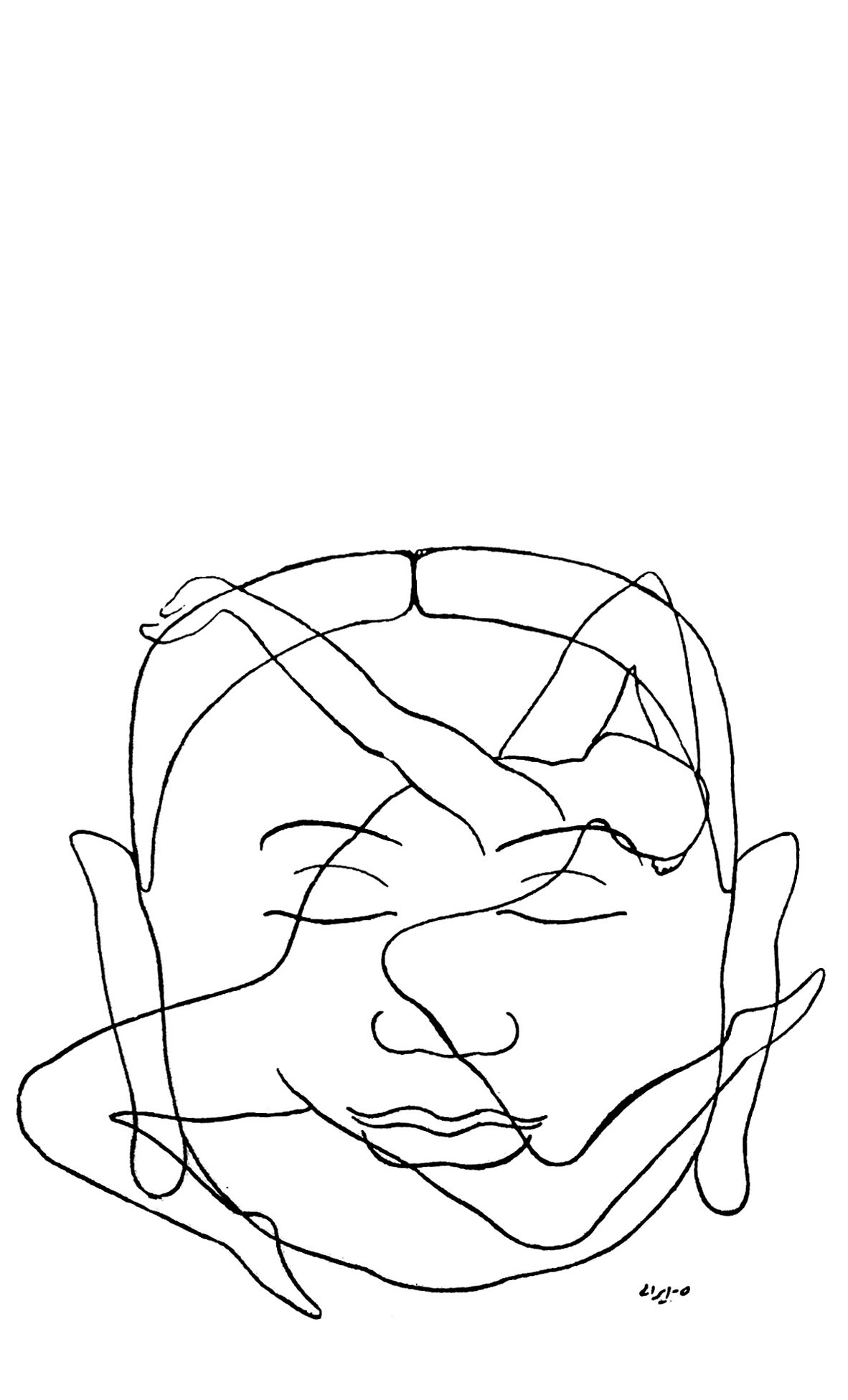
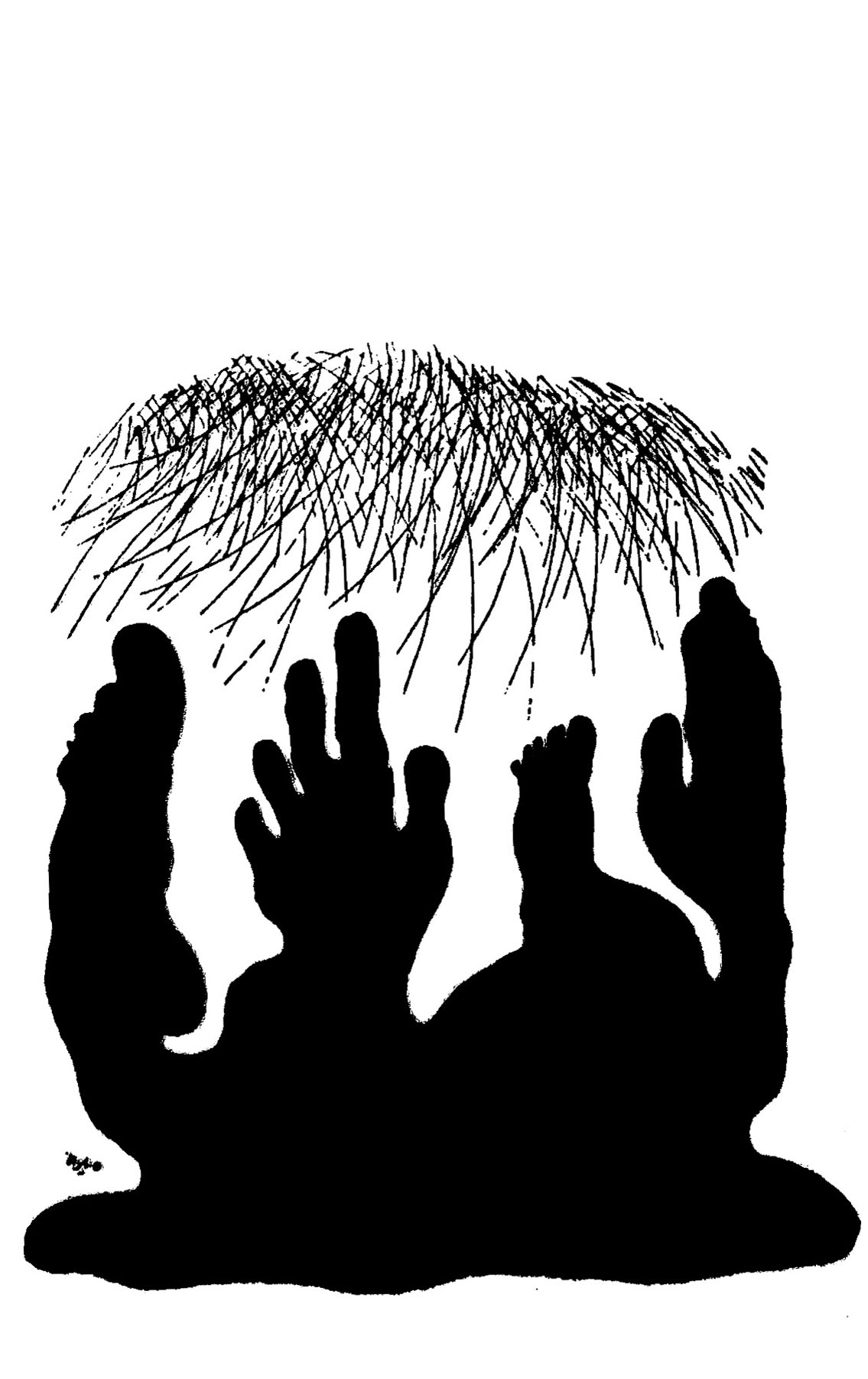
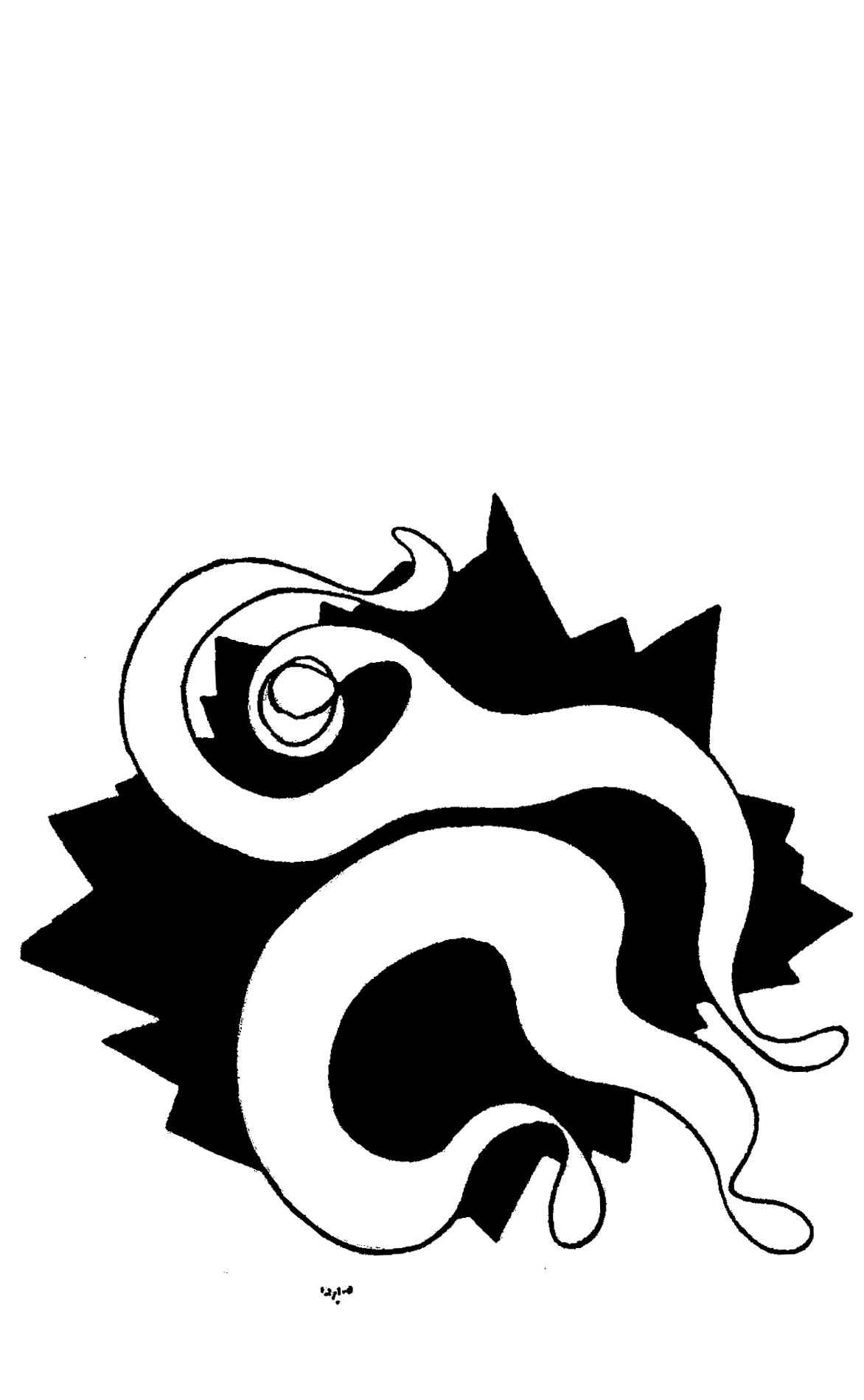
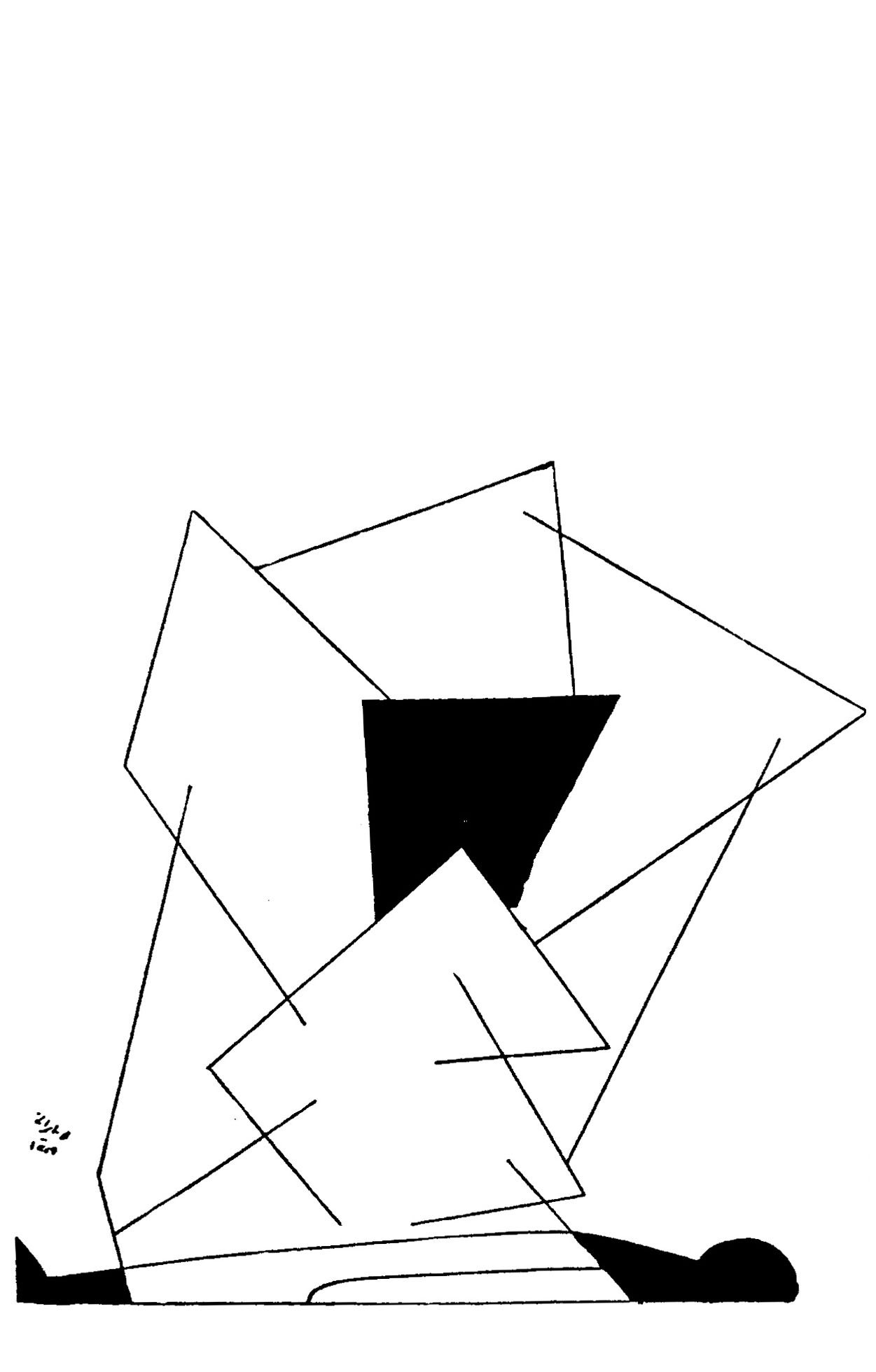
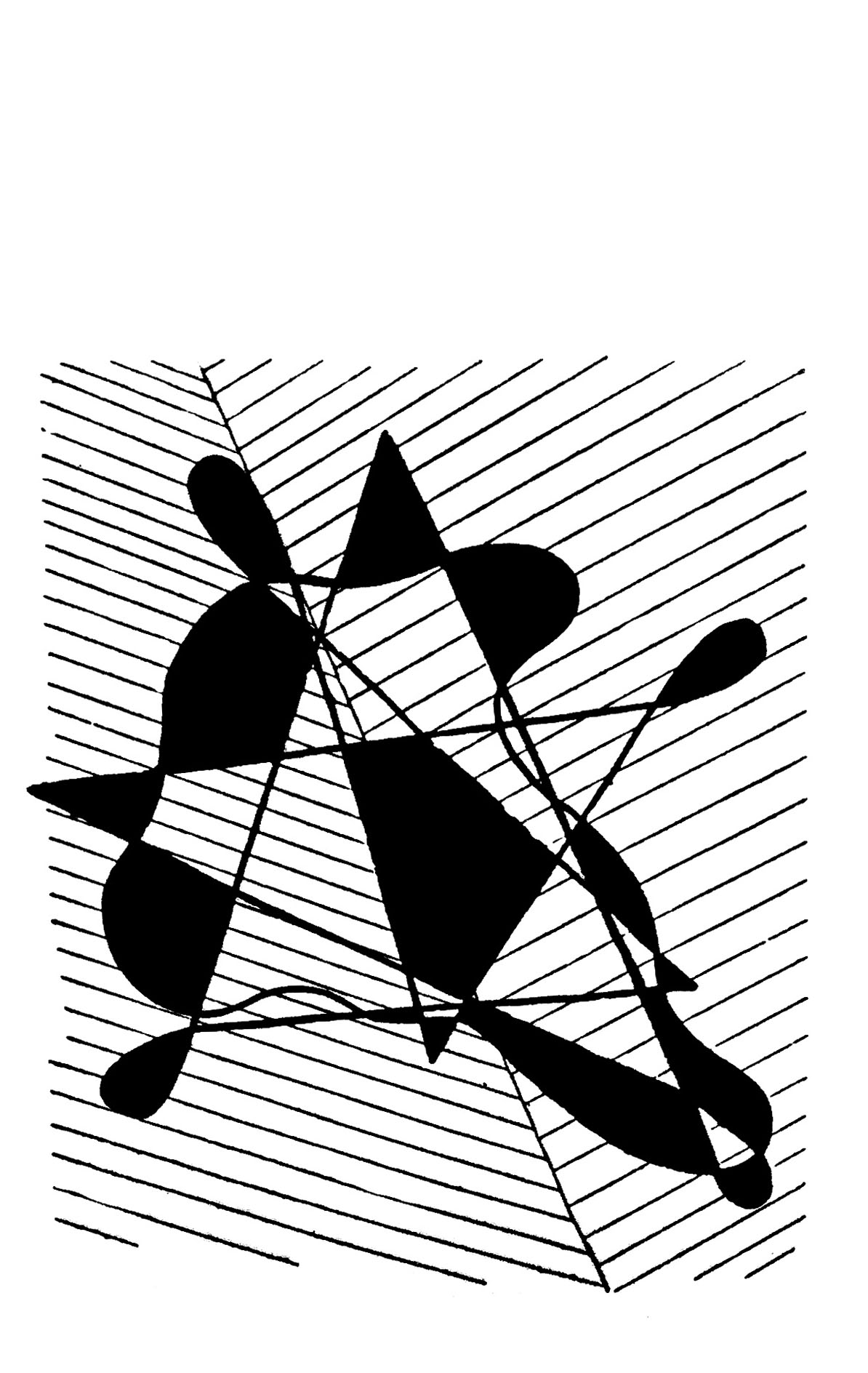
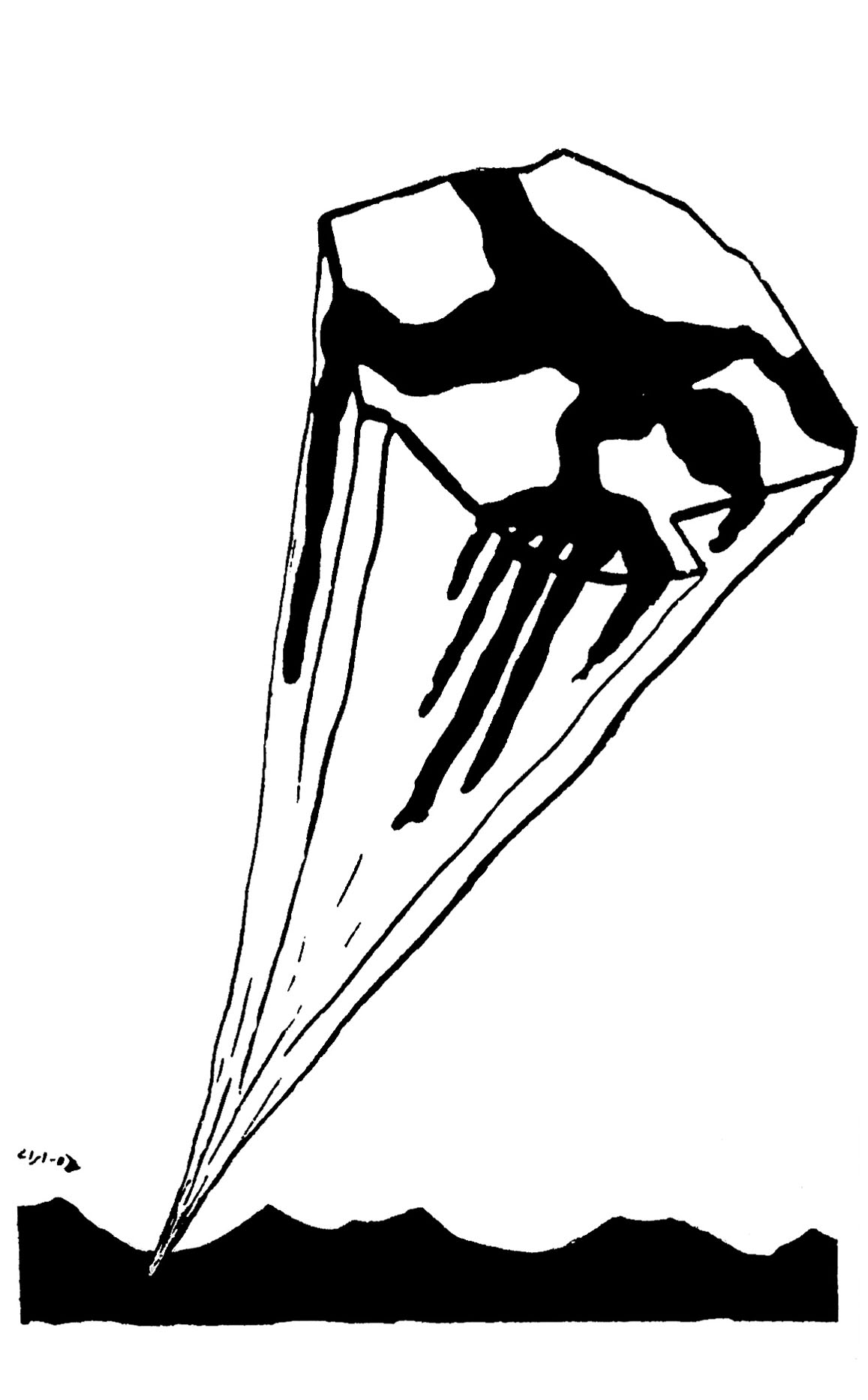
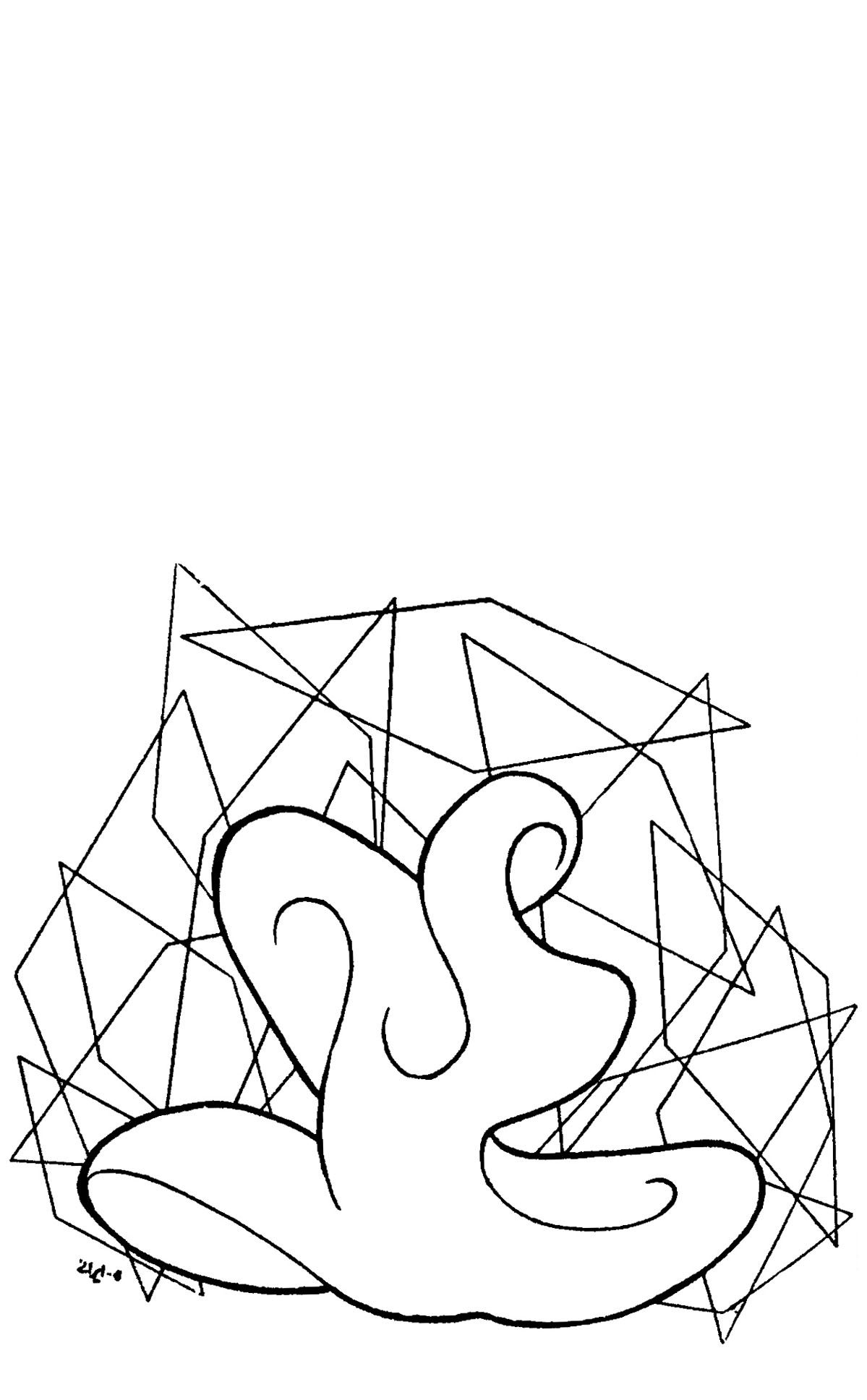
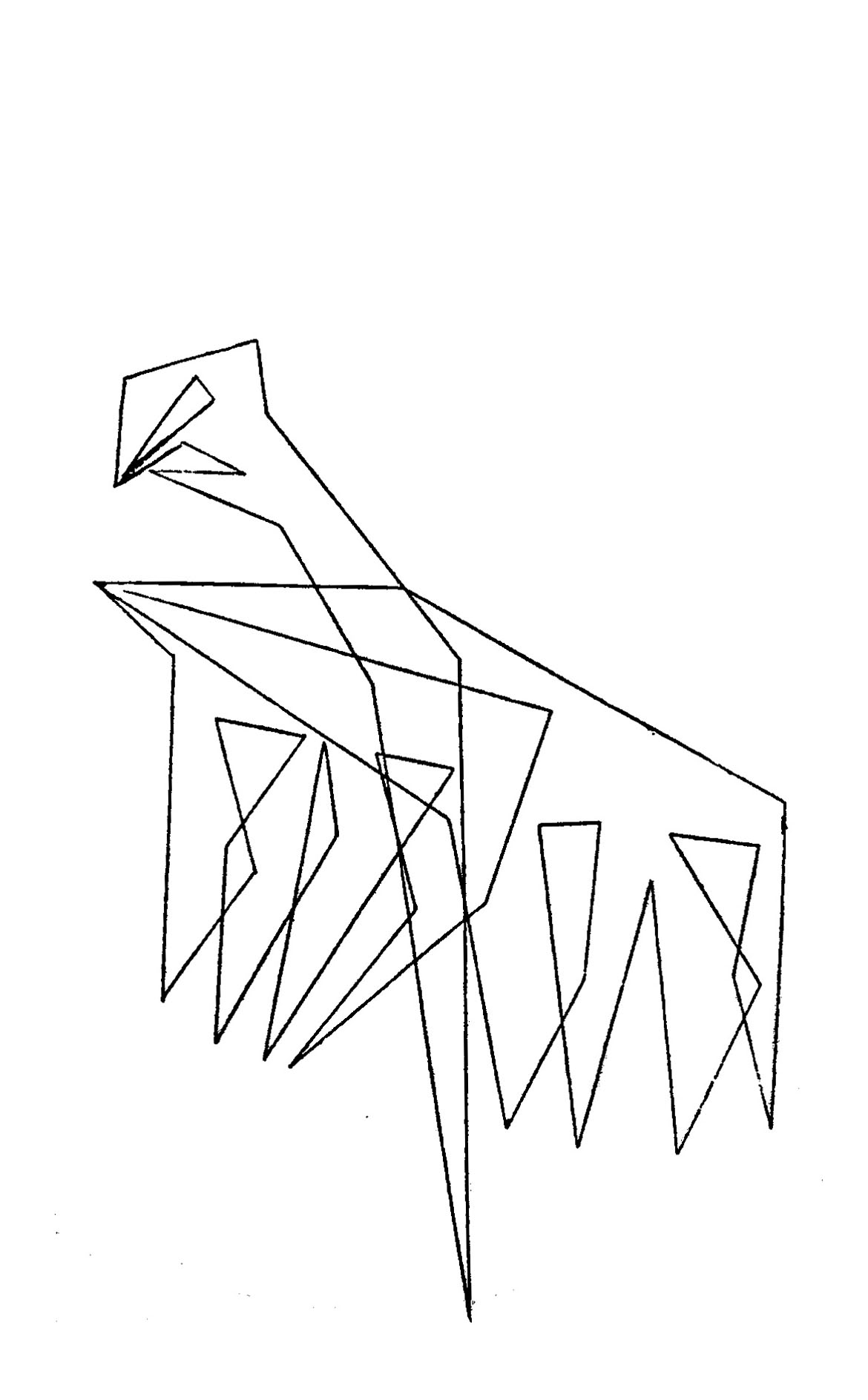
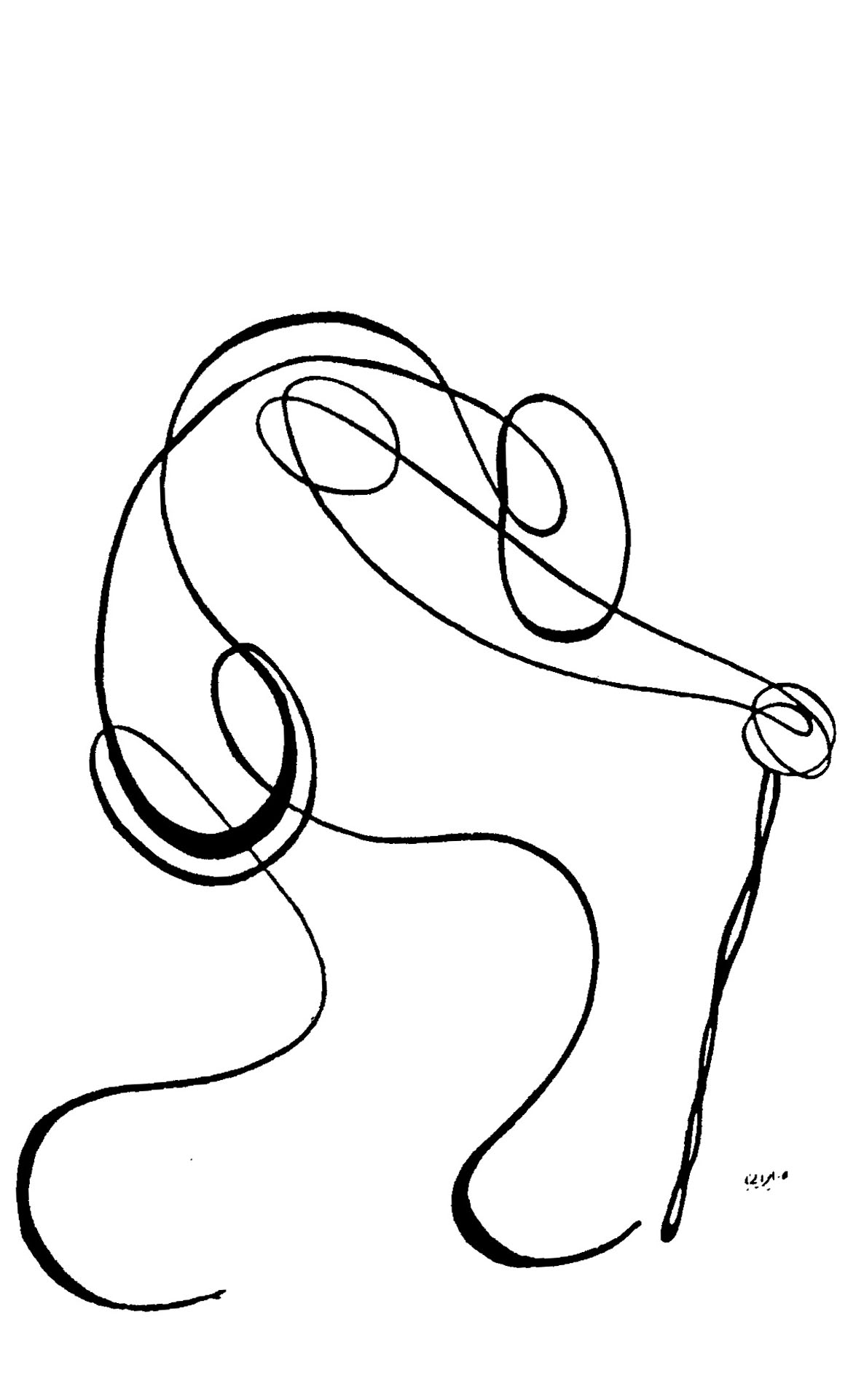
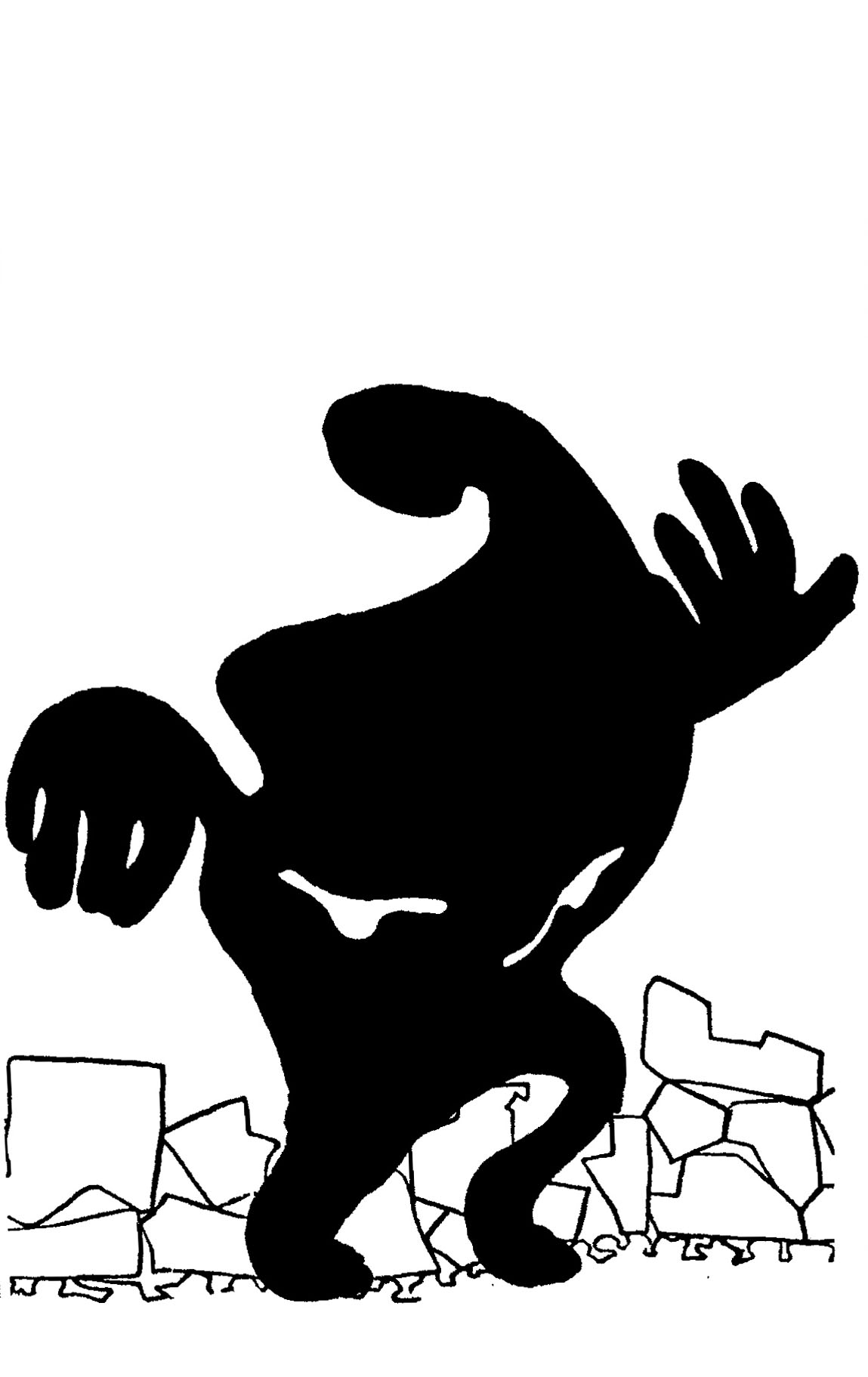
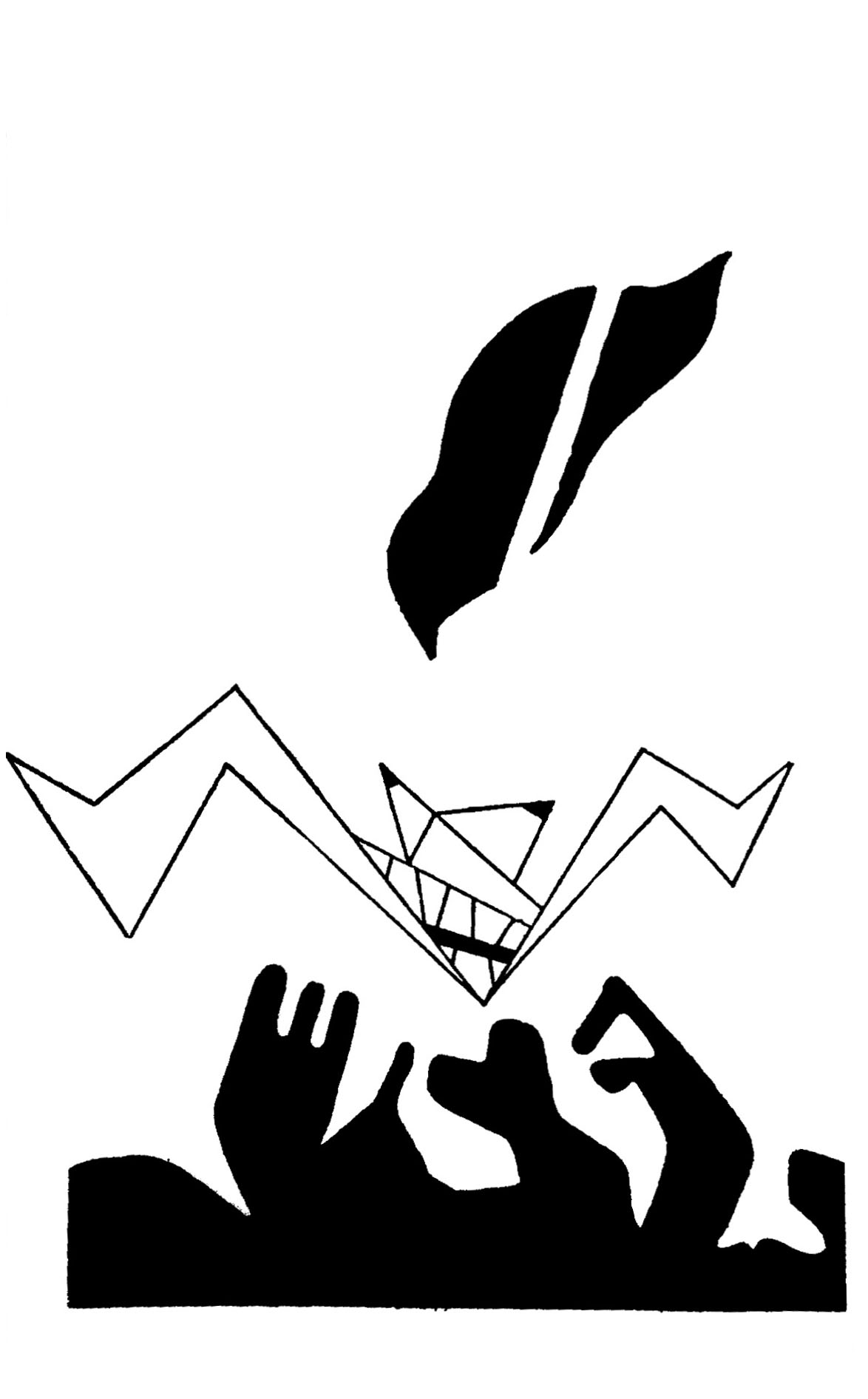
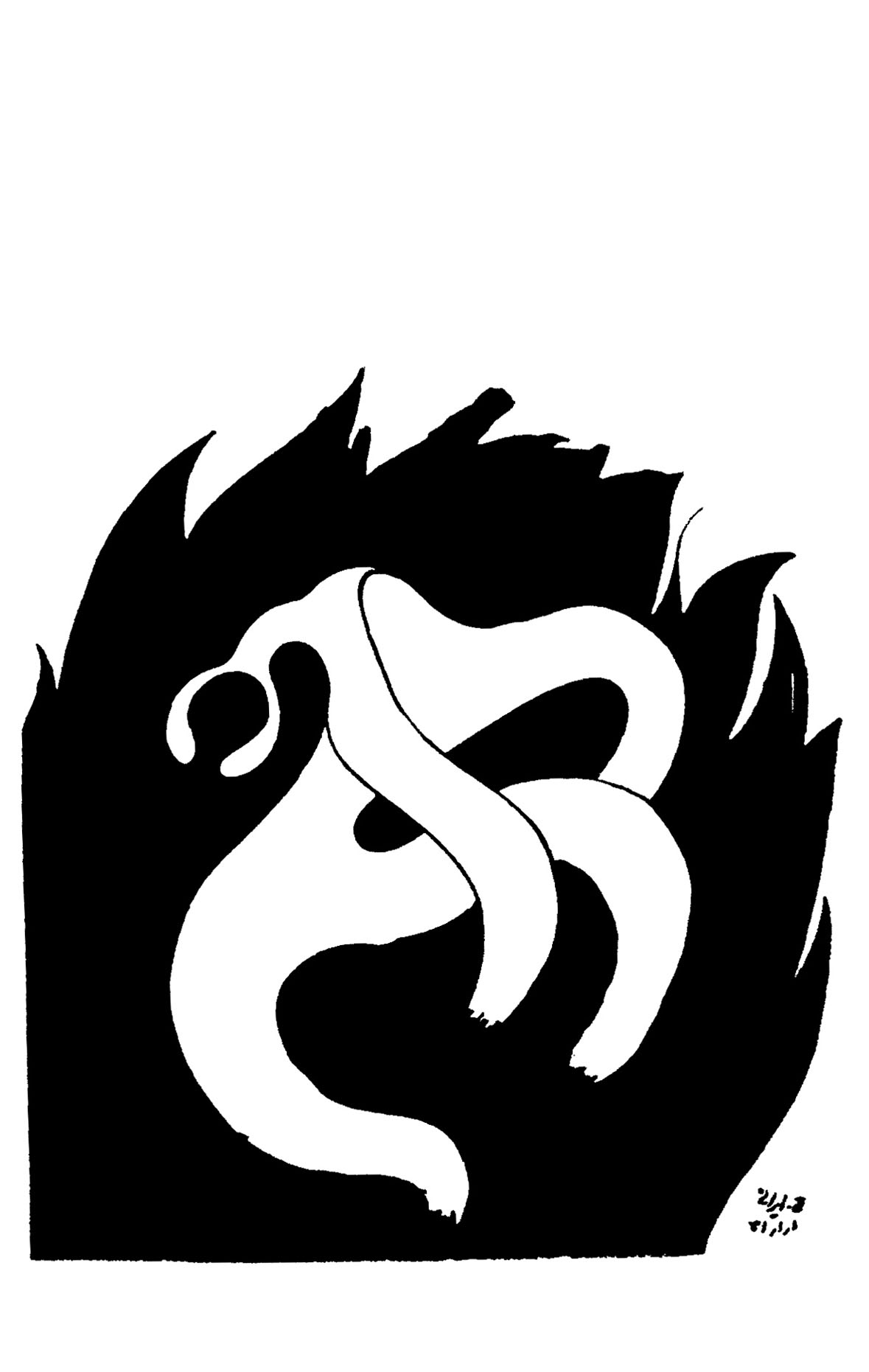
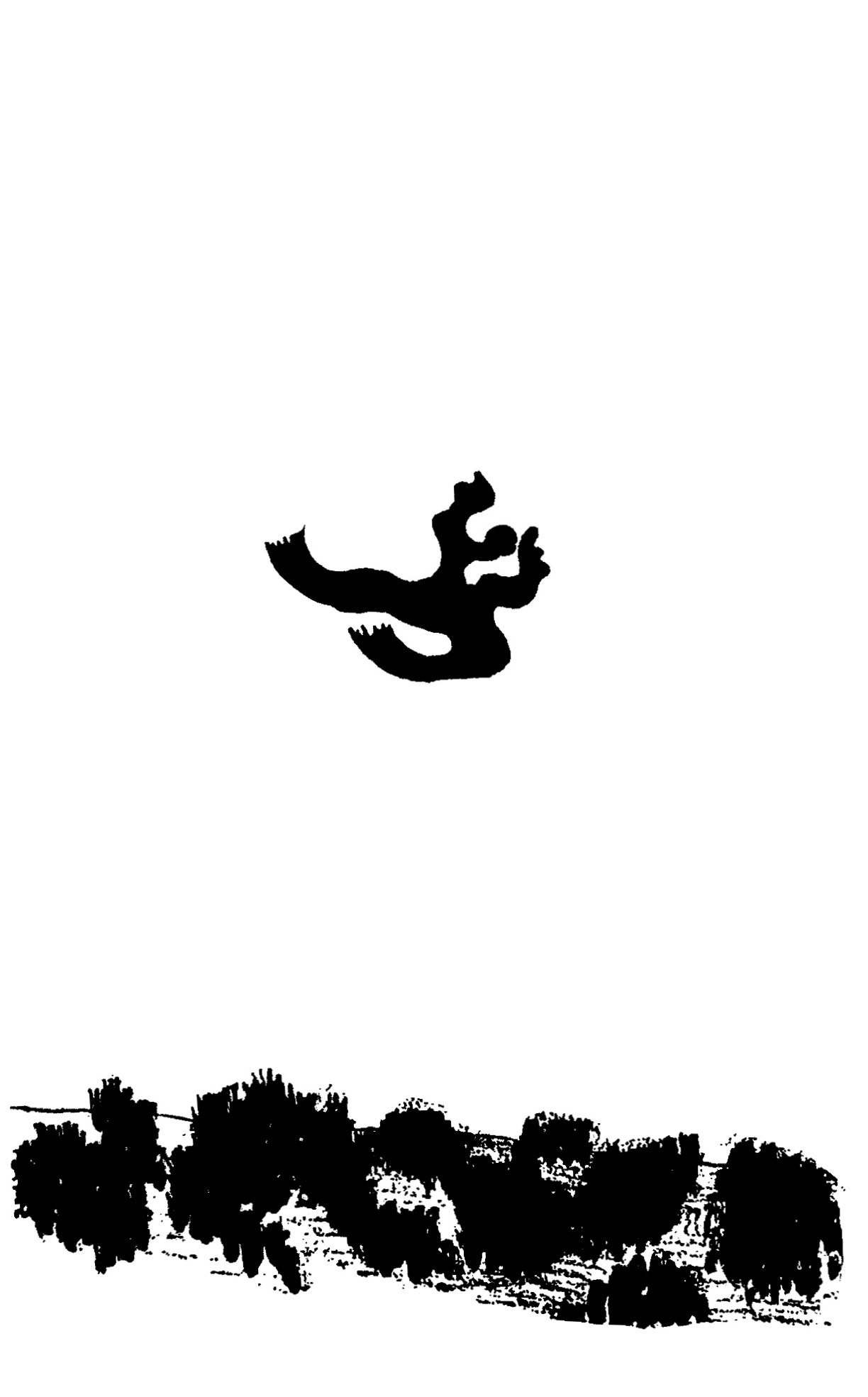
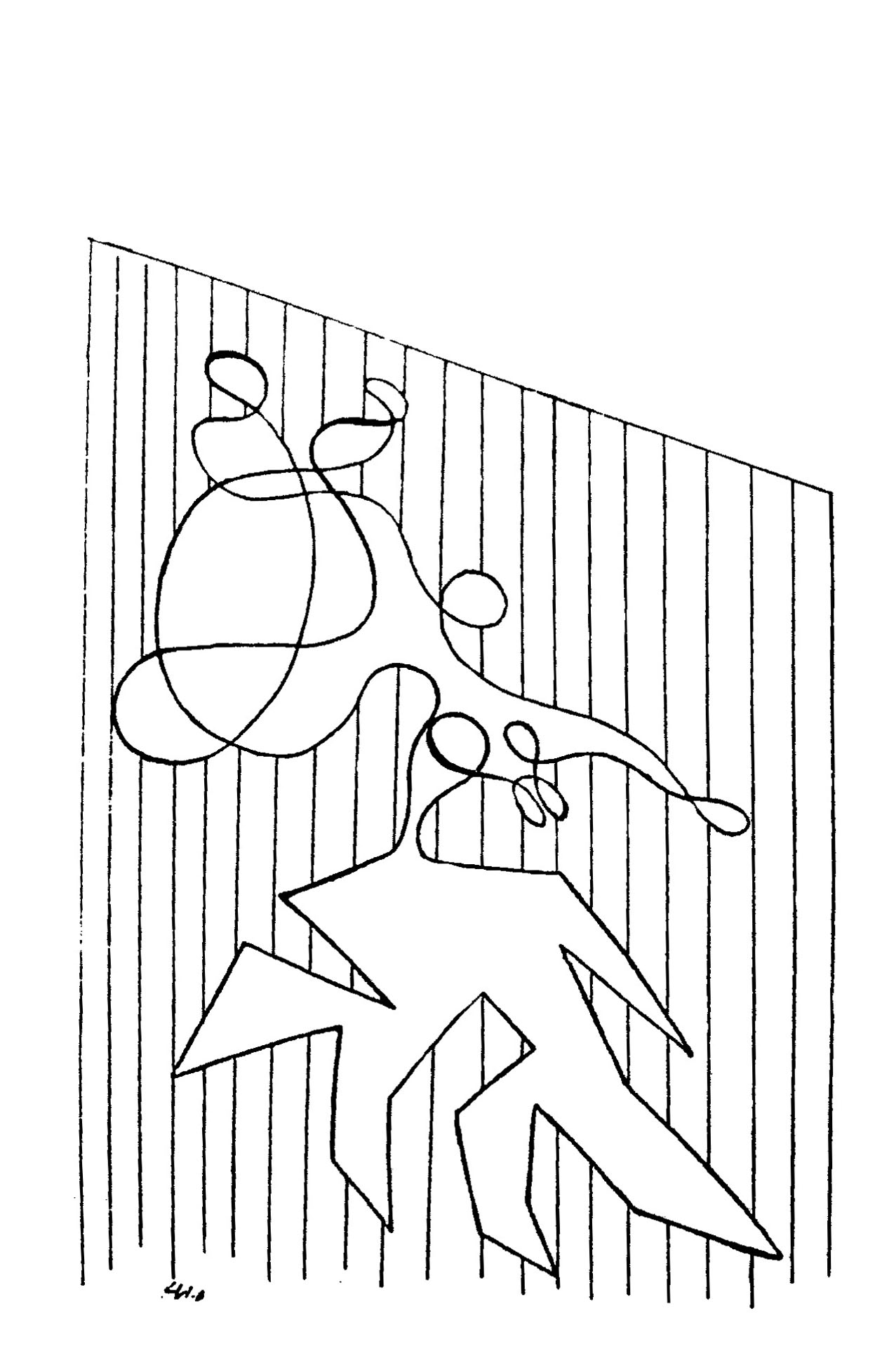
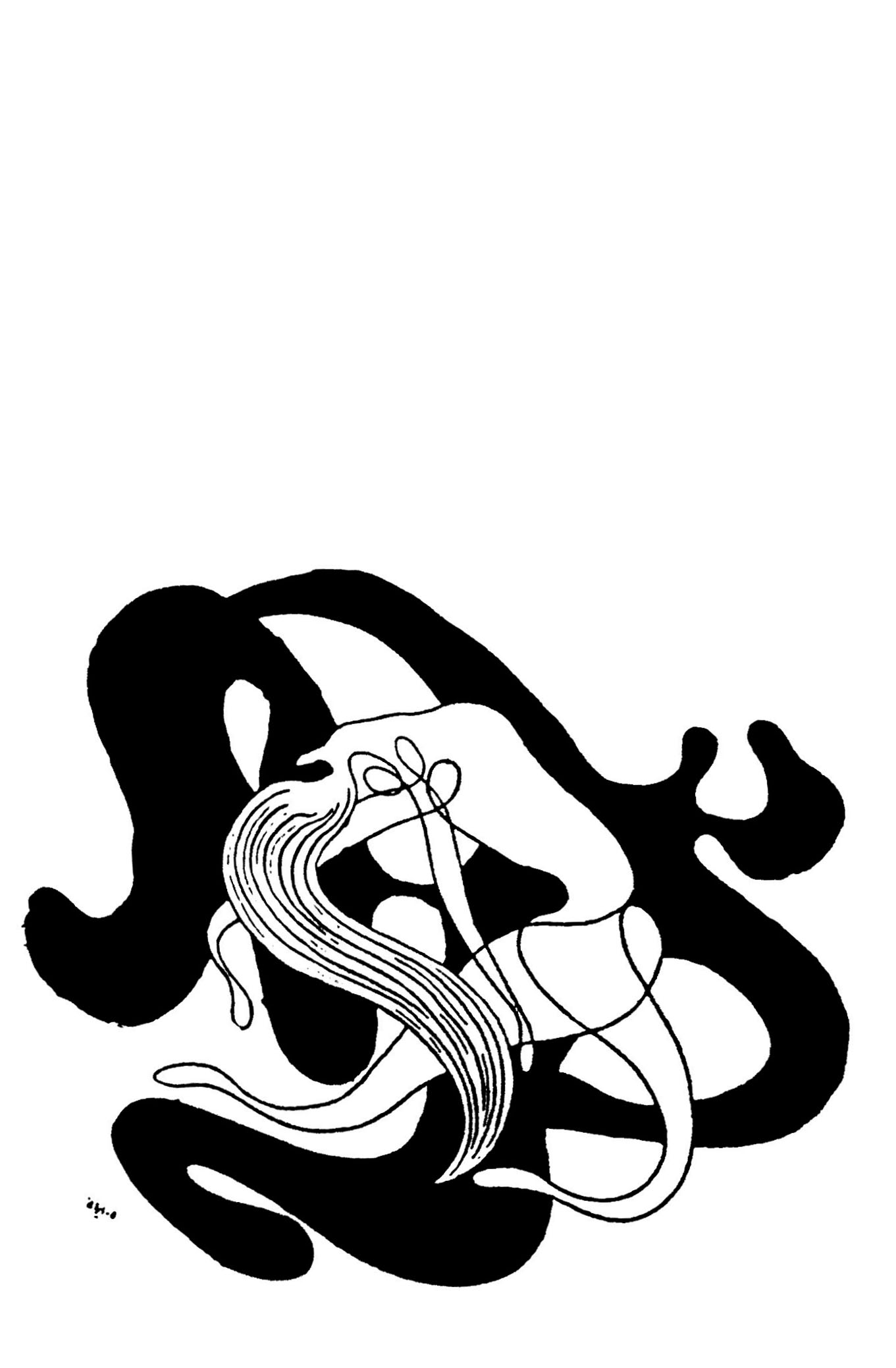
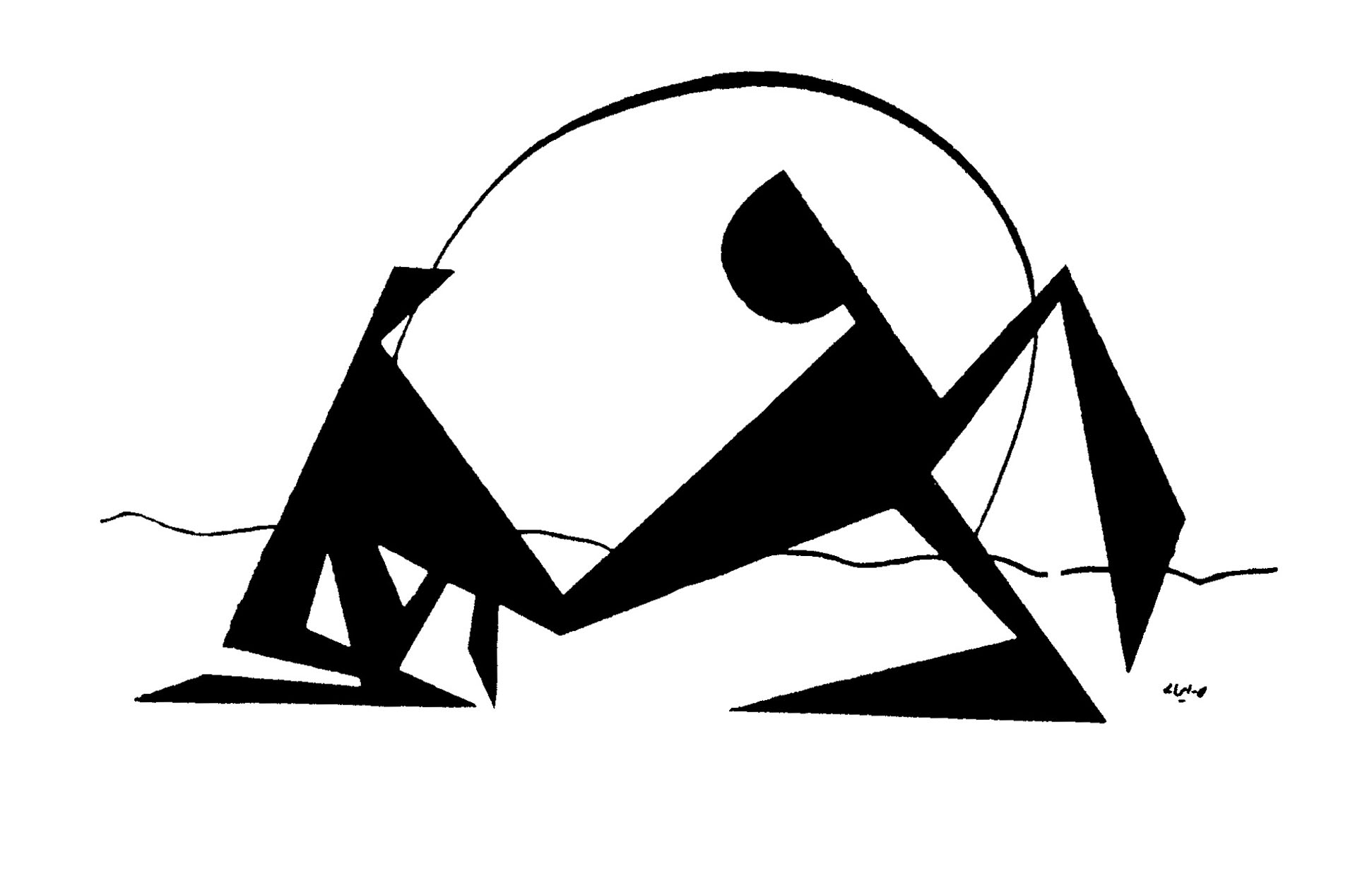
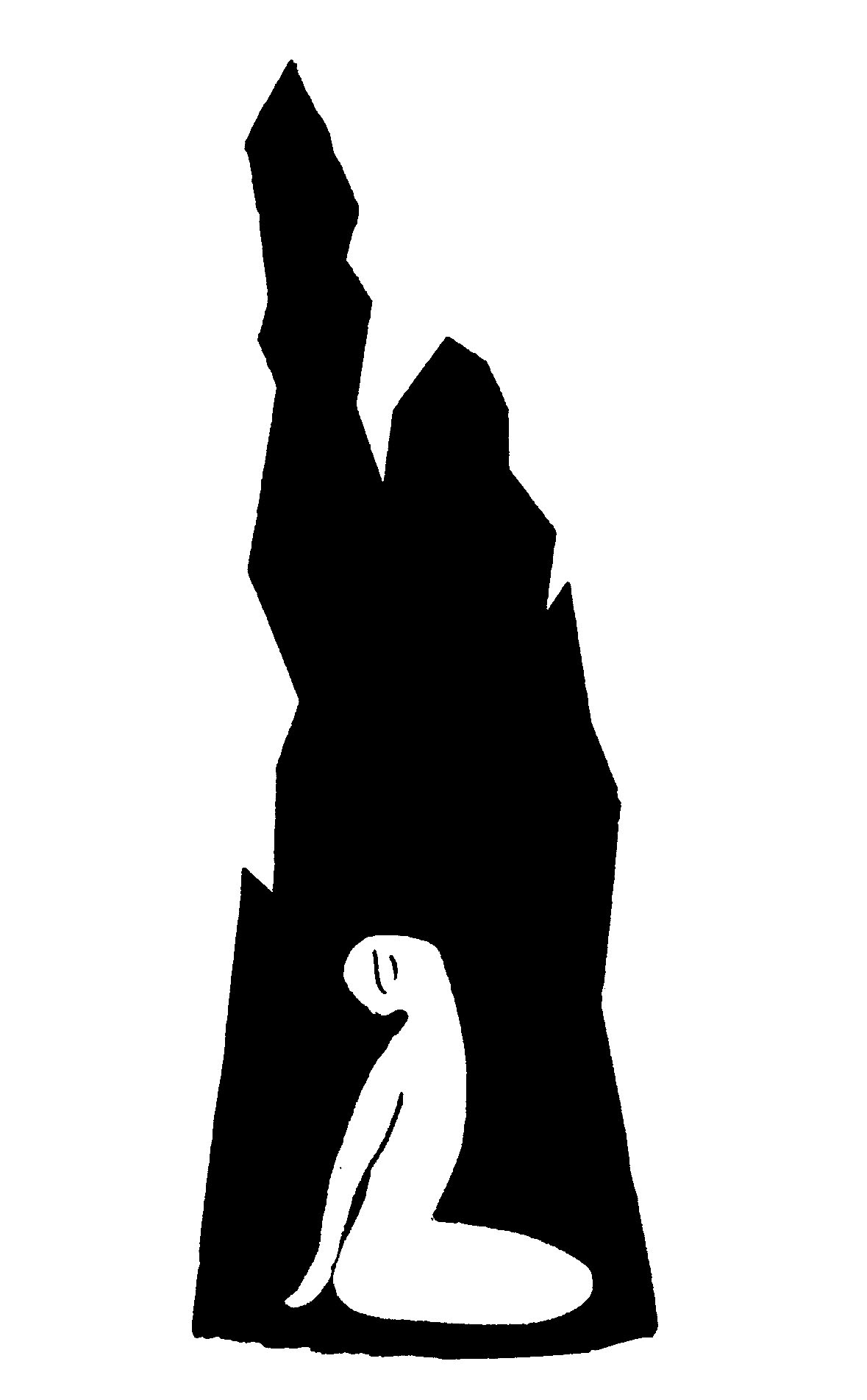

## پی‌نوشت
1. 1 2  «ایرانی، هوشنگ. چند دِسَن. تهران: (بی‌نا)، اردی‌بهشت ۱۳۳۱». بایگانی‌شده از اصلی در ۱ اكتبر ۲۰۱۱. دریافت‌شده در ۹ سپتامبر ۲۰۱۱. تاریخ وارد شده در |archive-date= را بررسی کنید (کمک)
2. ↑  ایرانی، اناری و  آتشی، از بنفش تند تا...، ۲۰۷.
3. ↑  اسدی کیارس، «تندیس هوشنگ ایرانی»، دوهفته‌نامهٔ تندیس، ش ۱۳۳، ۱۰.
4. ↑  اسدی کیارس، «تندیس هوشنگ ایرانی»، دوهفته‌نامهٔ تندیس، ش ۱۳۳، ۱۱.
5. ↑  اسدی کیارس، «تندیس هوشنگ ایرانی»، دوهفته‌نامهٔ تندیس، ش ۱۳۳، ۱۱.
6. ↑  اسدی کیارس، «تندیس هوشنگ ایرانی»، دوهفته‌نامهٔ تندیس، ش ۱۳۳، ۱۱.
7. ↑  اسدی کیارس، «تندیس هوشنگ ایرانی»، دوهفته‌نامهٔ تندیس، ش ۱۳۳، ۱۱.
8. ↑  اسدی کیارس، «تندیس هوشنگ ایرانی»، دوهفته‌نامهٔ تندیس، ش ۱۳۳، ۱۱.
9. ↑  ایرانی، اناری و  آتشی، از بنفش تند تا...، ۲۰۷.